# Чистец гиссарский
Чистец гиссарский (лат. Stáchys hissarica) — вид многолетних травянистых растений рода Чистец (Stachys) семейства Яснотковые (Lamiaceae).

## Распространение и экология
Чистец гиссарский является эндемиком Памиро-Алая, растёт в горных районах, по каменистым местам.

## Ботаническое описание
Стебли растения несколько изогнутые, войлочно-шерстисто опушённые, ветвистые, высотой 35—55 см.
Листья яйцевидные, у основания сердцевидные, округлые, длиной 2,5—5 см, шириной 1,5—4 см; нижние прицветные — продолговато-яйцевидные; верхушечные схожие, уменьшенные; все листья притуплённо-округло-зубчатые, нижние на черешках длиной 2—3 см, стеблевые на черешках длиной 1,5—2 см, верхние — сидячие.
Соцветие из многоцветковых мутовок, у основания широко расставленных, кверху сближенных; прицветники шиловидно-линейные, колючие; чашечка трубчато-колокольчатая, с треугольно-ланцетными, заострёнными зубцами; венчик красный, верхняя губа цельнокрайная, нижняя — трёхлопастная.
Орешки обратнояйцевидные, на верхушке притупленные, голые, ячеистые.

## Классификация

### Таксономия
Вид Чистец гиссарский входит в род Чистец (Stachys) подсемейства Яснотковые (Lamioideae) семейства Яснотковые (Lamiaceae) порядка Ясноткоцветные (Lamiales).
|  |                                      |  |                                                             |                                                             |                      |  | ещё около 20 семейств (согласно Системе APG II) | ещё около 20 семейств (согласно Системе APG II) |                         |  |  |  | ещё около 35 родов  | ещё около 35 родов    |  |  |
|  |                                      |  |                                                             |                                                             |                      |  | ещё около 20 семейств (согласно Системе APG II) | ещё около 20 семейств (согласно Системе APG II) |                         |  |  |  | ещё около 35 родов  | ещё около 35 родов    |  |  |
|  |                                      |  |                                                             | порядок Ясноткоцветные                                      |                      |  |                                                 |                                                 | подсемейство Яснотковые |  |  |  |                     | вид Чистец гиссарский |  |  |
|  |                                      |  |                                                             | порядок Ясноткоцветные                                      |                      |  |                                                 |                                                 | подсемейство Яснотковые |  |  |  |                     | вид Чистец гиссарский |  |  |
|  | отдел Цветковые, или Покрытосеменные |  |                                                             |                                                             | семейство Яснотковые |  |                                                 |                                                 | род Чистец              |  |  |  |                     |                       |  |  |
|  | отдел Цветковые, или Покрытосеменные |  |                                                             |                                                             |                      |  |                                                 |                                                 |                         |  |  |  |                     |                       |  |  |
|  |                                      |  | ещё 44 порядка цветковых растений (согласно Системе APG II) | ещё 44 порядка цветковых растений (согласно Системе APG II) |                      |  |                                                 | ещё 7 подсемейств                               | ещё 7 подсемейств       |  |  |  | ещё более 300 видов |                       |  |  |
|  |                                      |  |                                                             | ещё 44 порядка цветковых растений (согласно Системе APG II) |                      |  |                                                 |                                                 | ещё 7 подсемейств       |  |  |  |                     |                       |  |  |